# 14 Steps to Harlem
14 Steps to Harlem je poslední studiové album amerického hudebníka Garlanda Jeffreyse. Vydáno bylo 28. dubna roku 2017. Desku vydala Jeffreysova vlastní společnost Luna Park Records. Na jeho produkci se s Jeffreysem podílel James Maddock. Jako hosté se na desce podílely například houslistka Laurie Anderson nebo Jeffreysova dcera Savannah. Kromě originálních písní se na albu nachází také dvě coververze. Jednou z nich je „Waiting for the Man“ od skupiny The Velvet Underground, jejímž autorem je Jeffreysův spolužák ze Syracuské univerzity Lou Reed. Jeffreys dva roky po vydání alba (2019) ukončil svou kariéru (trpí Alzheimerovou chorobou).

## Seznam skladeb
| Pořadí         | Název                 | Autor                         | Délka |
| -------------- | --------------------- | ----------------------------- | ----- |
| 1.             | When You Call My Name | Garland Jeffreys, Jimmy Harry | 3:33  |
| 2.             | Schoolyard Blues      | Garland Jeffreys              | 3:15  |
| 3.             | 14 Steps to Harlem    | Garland Jeffreys              | 5:01  |
| 4.             | Venus                 | Garland Jeffreys              | 3:48  |
| 5.             | Reggae on Broadway    | Garland Jeffreys              | 3:52  |
| 6.             | Time Goes Away        | Garland Jeffreys              | 3:19  |
| 7.             | Spanish Heart         | Garland Jeffreys              | 3:50  |
| 8.             | I'm a Dreamer         | Garland Jeffreys              | 4:32  |
| 9.             | Waiting for the Man   | Lou Reed                      | 4:28  |
| 10.            | Help                  | John Lennon, Paul McCartney   | 3:43  |
| 11.            | Colored Boy Said      | Garland Jeffreys              | 3:08  |
| 12.            | Luna Park Love Theme  | Garland Jeffreys              | 2:50  |
| Celková délka: | Celková délka:        | Celková délka:                | 45:19 |

## Obsazení
- Garland Jeffreys – zpěv
- James Maddock – kytara, lap steel kytara, basa, mandolína, shaker, píšťalka, harmonika, klavír, doprovodné vokály
- Alan Freedman – kytara
- Mark Bosch – kytara
- Zev Katz – basa
- Brian Stanley – basa
- Aaron Comess – bicí
- Steve Goulding – bicí
- Tom Curiano – bicí
- Brian Mitchell – klávesy, varhany, clavinet, akordeon
- Ben Stivers – sekvencer, klávesy, klavír, varhany, syntezátor
- Charles Roth – klávesy, klavír
- Savannah Jeffreys – klavír, zpěv
- Dennis Bovell – syntezátor
- Brian Mitchell – harmonika
- Roman Klun – programování bicích
- Cindy Mizelle – doprovodné vokály
- Laurie Anderson – elektrické housle